# ناجیه صدیقی
ناجیه صدیقی (درگذشته ۱۰ دسامبر ۲۰۱۲) رئیس منطقه‌ای وزارت امور زنان در ولایت لغمان، افغانستان بود. او پس از ترور حنیفه صافی به این سِمَت دست یافت اما حدود پنج ماه بعد توسط طالبان در راه خانه‌اش ترور شد.
ترور صدیقی از سوی حامد کرزی رئیس‌جمهور وقت، سازمان عفو بین‌الملل، سفارت ایالات متحده در کابل و فعالان حقوق بشر در سراسر جهان محکوم شد.